# Trachycephalus venezolanus
La rana de casco del Casiquiare (Aparasphenodon venezolanus) es una especie de anfibios de la familia Hylidae.
Habita en Brasil, Colombia y Venezuela.
Sus hábitats naturales incluyen bosques tropicales o subtropicales secos y a baja altitud, pantanos tropicales o subtropicales, pantanos, lagos intermitentes de agua dulce y marismas de agua dulce. Está amenazada de extinción por la destrucción de su hábitat natural.